# Dertig (album)
Dertig is het tweede studioalbum van de Vlaamse zanger Niels Destadsbader. Het album dat uitkwam op 30 mei 2018, werd bekroond met 2 keer platina, en stond maar liefst 16 weken op de 1 in de Ultratop 200 Albums (Vlaanderen). De zanger gaf concerten in de zomer van 2018, en twee concerten (31 oktober en 1 november 2018) in het Antwerps Sportpaleis wat de verkoop en streaming van het album ten goede kwam.
Op 7 december 2018 bracht Niels een deluxe album uit, met 4 bonustracks inclusief een dvd van zijn show in het Sportpaleis.
Het album kreeg eind 2018 een nominatie bij de Music Industry Awards voor beste album. In februari 2019 mocht Niels zijn nominatie daar ook voor verzilveren.
Naast enkele nieuwe nummers staan ook de meeste nummers die Niels zong in Liefde voor muziek, op het album.
Op 9 april 2020, bij 25 jaar Ultratop, stond het album op de vijfde plaats in de lijst van albums die langst op 1 stonden in Vlaanderen. Na Adele - 21 (38 weken), Stromae - Racine carrée (19 weken), Marco Borsato - Onderweg (18 weken) en Stan Van Samang - Liefde voor publiek (18 weken). Dertig stond 16 weken op 1.

## Tracklist
| Nr.                | Titel                          | Schrijver(s)                                                                     | Producent(en)    | Duur |
| ------------------ | ------------------------------ | -------------------------------------------------------------------------------- | ---------------- | ---- |
| 1.                 | "Gloria"                       | Niels Destadsbader, Miguel Wiels, Stefaan Fernande                               | Ronal Vanhuffel  | 3:06 |
| 2.                 | "Vergeef me"                   | Niels, Kevin Scheerlinck, Diederik De Saedeleer, Alain Quateau                   | Ronald Vanhuffel | 3:39 |
| 3.                 | "Paradijs"                     | Niels, Robert Westerholt, Martijn Spierenburg, Sharon den Adel, Geert Vanloffelt | Jeroen Swinnen   | 3:04 |
| 4.                 | "Je bent me" (ft. Sam Bettens) | Niels, Sam Bettens                                                               | Ronald Vanhuffel | 3:35 |
| 5.                 | "Leef"                         | Niels, Miguel Wiels, Udo Mechels, Yannick Fonderie                               | Ronald Vanhuffel | 3:30 |
| 6.                 | "Tranen met tuiten"            | Niels, Miguel Wiels                                                              | Ronald Vanhuffel | 3:08 |
| 7.                 | "Tokio"                        | Niels, Paul Drew, Marcella Levy, Marcus Winther, Greg Watts, Pete Barringer      | Jeroen Swinnen   | 3:11 |
| 8.                 | "Mona Lisa"                    | Niels, Miguel Wiels                                                              | Ronald Vanhuffel | 3:28 |
| 9.                 | "Beloof je mij"                | Niels, Miguel Wiels                                                              | Ronald Vanhuffel | 3:23 |
| 10.                | "Jong"                         | Niels, Miguel Wiels                                                              | Ronald Vanhuffel | 3:56 |
| 11.                | "Verover mij"                  | Niels, Sam Bettens, Gert Bettens, Geert Vanloffelt                               | Jeroen Swinnen   | 3:04 |
| 12.                | "Vlinders in haar buik"        | Niels, Miguel Wiels                                                              | Ronald Vanhuffel | 3:21 |
| 13.                | "Elektriciteit"                | Niels, Miguel Wiels                                                              | Ronald Vanhuffel | 3:06 |
| 14.                | "Ik ben van 't stroate"        | Niels, Kid Coco                                                                  | Jeroen Swinnen   | 2:47 |
| Totale duur: --:-- |                                |                                                                                  |                  |      |